# Konrad Tack
Konrad Tack (* 1942 in Göttingen) ist ein deutscher Jurist und Beamter im Ruhestand.

## Leben
Nach seinem Abitur 1962 studierte Tack bis 1969 Rechtswissenschaften an der Georg-August-Universität Göttingen. Aus einer Tätigkeit bei der Weinkellerei Languth Erben wechselte er 1974 zur Bundesanstalt für Arbeit. Dem Einstieg als Arbeitsvermittler in Frankfurt am Main und der nachfolgenden Leitung der ZAV folgten Tätigkeiten in Berlin, Frankfurt (Oder) und Cottbus sowie erneut in Berlin, wo er 2007 als Leiter der Arbeitsagentur Berlin Süd in den Ruhestand ging.
Tack war gefragter Interviewpartner zur Einführung von Hartz IV, dessen Pressekonferenzen dazu und zum Stand der Umsetzung des SGB II bei Phoenix übertragen wurden. Dabei verdeutlichte er auch immer wieder die Herausforderungen für die Mitarbeiter der Arbeitsagenturen.
Ein erklärtes Ziel von Tack im Rahmen der Einführung von Hartz IV als auch der folgenden Reformen war, die Menschen „näher an den Arbeitsmarkt heranführen“. Ob mit klassischer Sozialarbeit, Jugendtheater, der Einführung von "Stadtteilmüttern" zur Integration bis hin zur Tagelöhnervermittlung  und "Bürgerarbeit" prägte er das Bild des Arbeitssuchenden als Kunden.
Im Herbst 2008 holte ihn Neuköllns Bezirksbürgermeister Heinz Buschkowsky aus seinem ersten Ruhestand als neuen Geschäftsführer für das Jobcenter Neukölln zurück, das er bis Mitte 2011 leitete. Unter seiner Leitung entstand damals mit dem Jobcenter Neukölln das größte der 408 Jobcenter in Deutschland.

## Ehrenamtliche Tätigkeiten
Tack war 2008 eines der vierzehn Gründungsmitglieder des Fördervereins des Annedore-Leber Berufsbildungswerkes Berlin e.V. Er ist seitdem dort als Vorstandsvorsitzender tätig.
2008 und dann erneut seit 2011 war er Mitglied des Landeskuratoriums des IB Berlin-Brandenburg.
2010 und 2011 war Tack Mitglied der Jury des Wettbewerbs „Vielfalt der Arbeit“ des TUH e.V.
Seit 2011 ist er ehrenamtlicher Geschäftsführer der Stiftung Arbeit für Behinderung.
Tack war auch nach seiner Versetzung in den Ruhestand weiterhin aktiv in der Arbeitsmarktpolitik tätig, sowohl als ehrenamtlicher Experte für die OECD zur Jugendarbeitslosigkeit oder in Think Thanks zu Arbeitsmarktinnovationen.
Er gehört dem Kuratorium der IB Hochschule, Berlin, seit 2012 an.
Seit 2013 ist Tack im Stiftungsrat der Kaspar Hauser Stiftung tätig. Er hat maßgeblich an der Überführung von „Geist & Natur e.V.“ und der Kaspar Hauser Therapeutikum Berlin gGmbH in die Kaspar Hauser Stiftung mitgewirkt.
Seit 2015 ist er im Internationalen Bund (IB) Mitglied des Präsidiums.

## Veröffentlichungen
- Das Vorstellungsgespräch: Spiel mit verteilten Rollen, Die Zeit 36/1979 vom 31. August 1979.[29]

## Ehrungen
- 2007: Neuköllner Ehrennadel[30]
- 2014: Verdienstkreuz am Bande der Bundesrepublik Deutschland[31][32]
- 2019: Verdienstkreuz 1. Klasse der Bundesrepublik Deutschland[33]